# Micropsectra bidentata
Micropsectra bidentata е насекомо от разред Двукрили (Diptera), семейство Хирономидни (Chironomidae).